# Crangon septemspinosa
Crangon septemspinosa — вид настоящих креветок из семейства Crangonidae. Обитает вдоль атлантического побережья Северной Америки, от Ньюфаундленда до Флориды, на глубине до 450 м. Максимальная продолжительность жизни до 3-х лет. Охранный статус вида не определён, он безвреден для человека, объектом промысла не является.